# Lex posterior derogat priori
Lex posterior derogat priori в превод от латински значи Последващ закон отменя предходния е принцип в правото.
В случаите на колизия в правото, логиката която се следва е, че нормите на последващия закон, дори и да няма изрична разпоредба за това, отменят тези на предходния.